# Elio Ragni
Elio Ragni (Milano, 5 dicembre 1910 – Milano, 20 giugno 1998) è stato un velocista italiano, medaglia d'argento con la staffetta 4×100 metri italiana, ai Giochi olimpici di Berlino 1936.
Riposa nella tomba familiare al Cimitero Maggiore di Milano.

## Palmarès
| Anno | Manifestazione  | Sede    | Evento      | Risultato | Prestazione | Note |
| ---- | --------------- | ------- | ----------- | --------- | ----------- | ---- |
| 1936 | Giochi olimpici | Berlino | 4×100 metri | Argento   | 41"1        |      |

## Campionati nazionali
1936
- Bronzo ai campionati italiani assoluti, 100 m piani
- Oro ai campionati italiani assoluti, staffetta 4x100 m - 42"2 =

1937
- Oro ai campionati italiani assoluti, staffetta 4x100 m - 42"2

1938
- Oro ai campionati italiani assoluti, staffetta 4x100 m - 42"6